# 綾之町西
綾之町西（あやのちょうにし）は、大阪府堺市堺区にある地名。2024年現在の行政地名は綾之町西一丁から綾之町西三丁。住居表示は実施済。

## 地理
堺区の北部に位置する。南東は綾之町東、南西は錦之町西、北は桜之町西に接する。東から順に一丁から三丁がある。

## 歴史

### 沿革
- 1872年（明治5年）、綾之町中浜・綾堀屋敷町より綾之町西成立。堺町のうち。
- 1879年（明治12年）、郡区町村編制法施行により、堺区の所属となる。
- 1889年（明治22年）、市制施行により、堺市の所属となる。
- 1969年（昭和44年）、綾之町の一部を編入[6]。
- 2006年（平成18年）、堺市が政令指定都市に移行し、行政区を設置。綾之町西は堺区の所属となる。

## 世帯数と人口
2024年（令和6年）5月31日現在の世帯数と人口は以下の通りである。
| 丁           | 世帯数  | 人口  |
| ------------ | ------- | ----- |
| 綾之町西一丁 | 95世帯  | 127人 |
| 綾之町西二丁 | 26世帯  | 72人  |
| 綾之町西三丁 | 31世帯  | 61人  |
| 計           | 152世帯 | 260人 |

### 人口の変遷
国勢調査による人口の推移。
| 1995年（平成7年）  | 213人 | [ 7 ]  |  |
| 2000年（平成12年） | 227人 | [ 8 ]  |  |
| 2005年（平成17年） | 192人 | [ 9 ]  |  |
| 2010年（平成22年） | 210人 | [ 10 ] |  |
| 2015年（平成27年） | 183人 | [ 11 ] |  |
| 2020年（令和2年）  | 269人 | [ 12 ] |  |

### 世帯数の変遷
国勢調査による世帯数の推移。
| 1995年（平成7年）  | 86世帯  | [ 7 ]  |  |
| 2000年（平成12年） | 98世帯  | [ 8 ]  |  |
| 2005年（平成17年） | 78世帯  | [ 9 ]  |  |
| 2010年（平成22年） | 86世帯  | [ 10 ] |  |
| 2015年（平成27年） | 77世帯  | [ 11 ] |  |
| 2020年（令和2年）  | 144世帯 | [ 12 ] |  |

## 学区
市立小・中学校に通う場合、学区は以下の通りとなる。
| 丁           | 番   | 小学校           | 中学校           |
| ------------ | ---- | ---------------- | ---------------- |
| 綾之町西一丁 | 全域 | 堺市立錦西小学校 | 堺市立月州中学校 |
| 綾之町西二丁 | 全域 | 堺市立錦西小学校 | 堺市立月州中学校 |
| 綾之町西三丁 | 全域 | 堺市立錦西小学校 | 堺市立月州中学校 |

## 事業所
2021年（令和3年）現在の経済センサス調査による事業所数と従業員数は以下の通りである。
| 丁                 | 事業所数 | 従業員数 |
| ------------------ | -------- | -------- |
| 綾之町西一丁       | 9事業所  | 36人     |
| 綾之町西二丁・三丁 | 7事業所  | 17人     |
| 計                 | 16事業所 | 53人     |

## 交通

### 鉄道
- 阪堺電気軌道阪堺線 - 綾ノ町停留場

### バス
2024年1月現在
- 南海バス[15]
  - 16・17・61・85系統：綾の町電停前

### 道路
- 大阪府道187号大堀堺線
- 大道筋（堺市道並松綾之西1号線）

## 施設
- 来迎寺

## 郵便
- 郵便番号：590-0926[3]（集配局：堺郵便局[16]）。